# Vijan

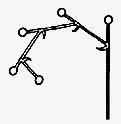
Vijan - druh vrcholičnatého květenství

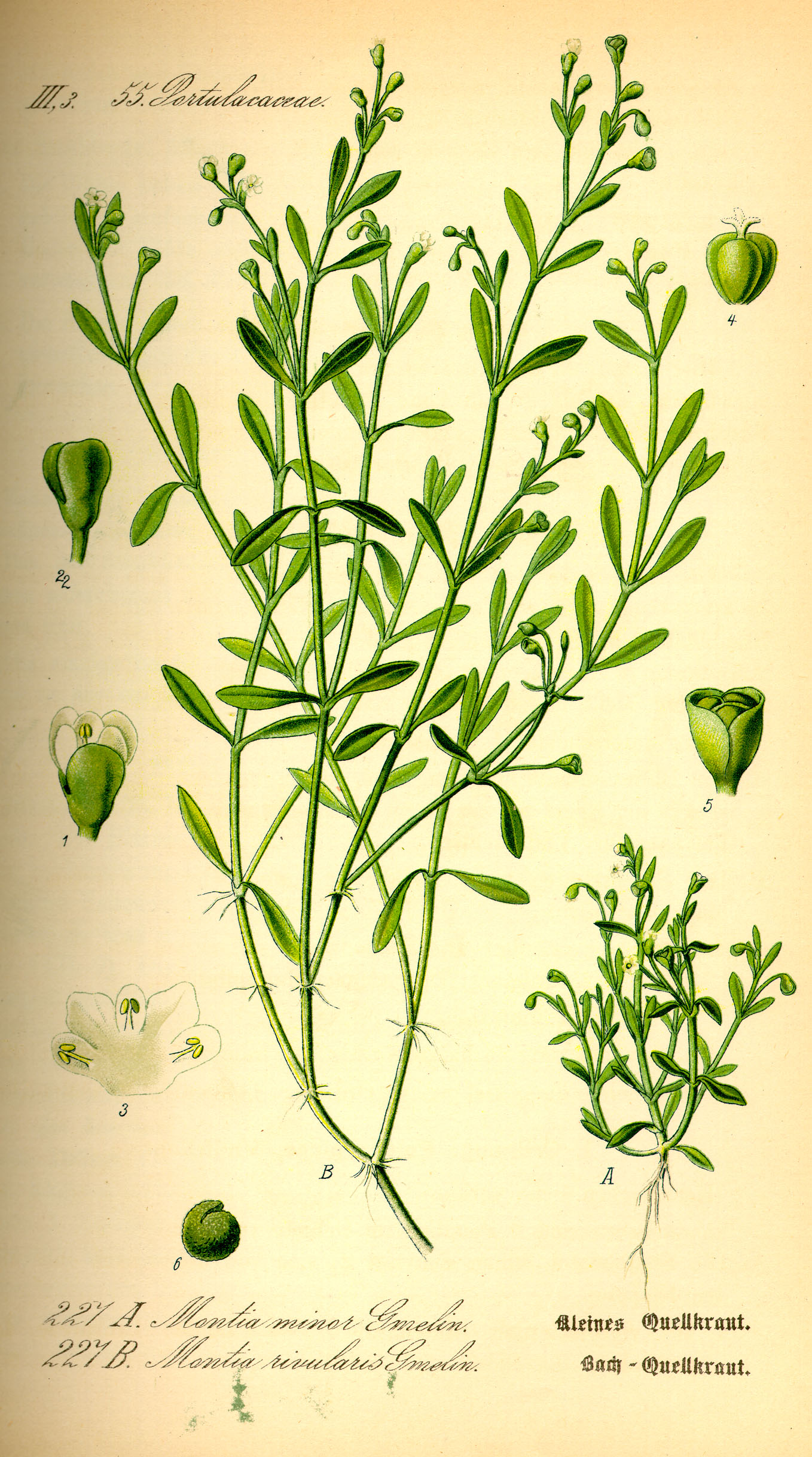
Vijan (Zdrojovka malá)

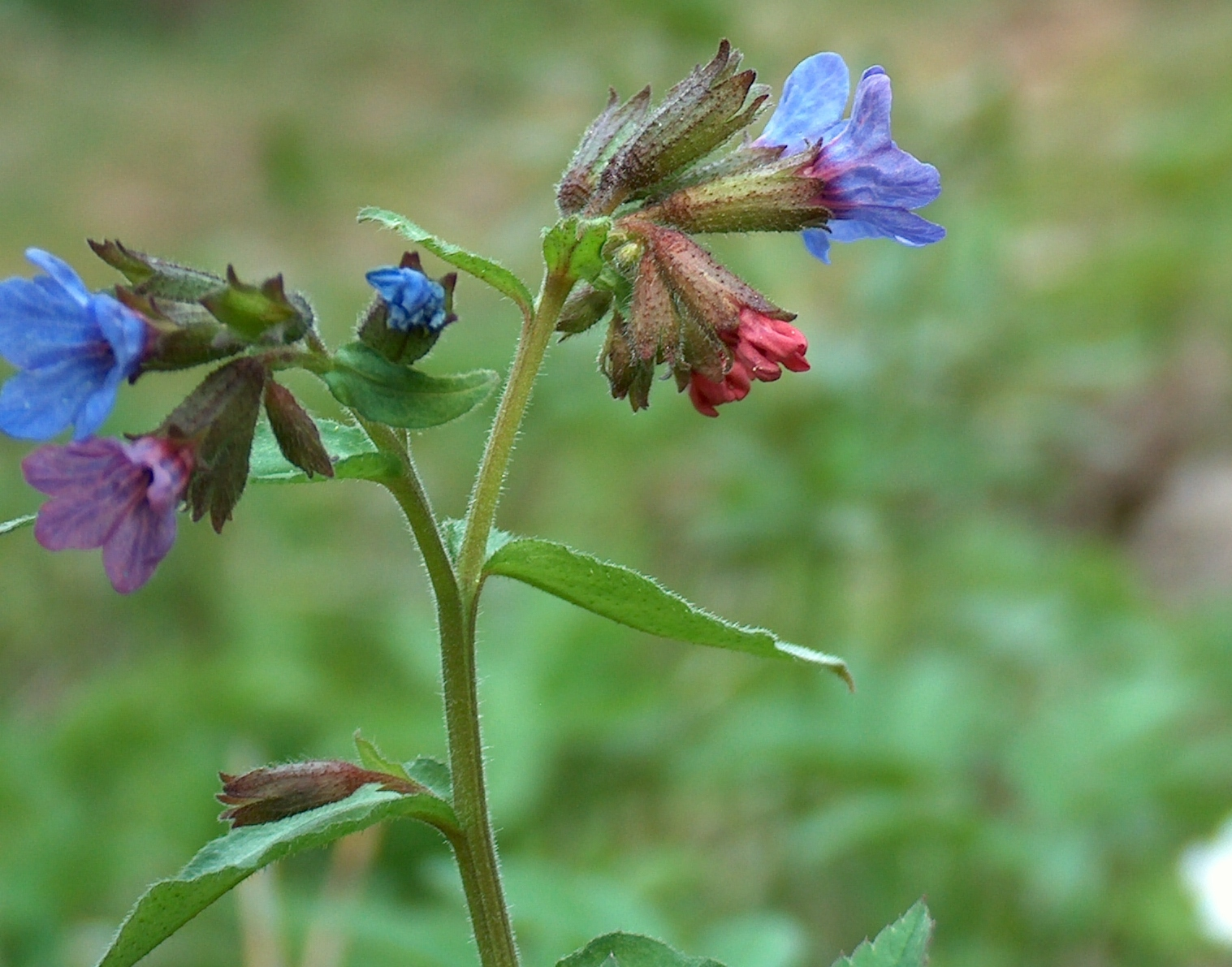
Dvojvijan (Plicník tmavý)

Vijan (Cincinnus) je jednoduché květenství patřící do skupiny vrcholičnatých. Vrcholičnatá květenství se vyznačují tím, že vřeteno (pokračování stonku v květenství) vyrůstá tak zkráceno, že ho boční větve přerůstají.
Vijan je druh jednoramenného vrcholíku, u kterého se z obou větví se vyvíjí jen jedna a to střídavě. Postranní větve neleží v jedné rovině s vřetenem a vyrůstají střídavě na obou stranách a tím jsou květy umístěny ve dvou řadách na horní straně do spirály stočeného vřetena. 
Dvojvijan (lat. boragoid) je varianta vijanu, kdy se jedno rameno dvojramenného vrcholíku vyvine v jednoduchý vijan a druhé se vyvine ve dva vijany, které tvoří dohromady prakticky trojvijan.
Do vijanu kvete například i rajče jedlé a plody tohoto ovoce se s celým vijanem prodávají v obchodech. 

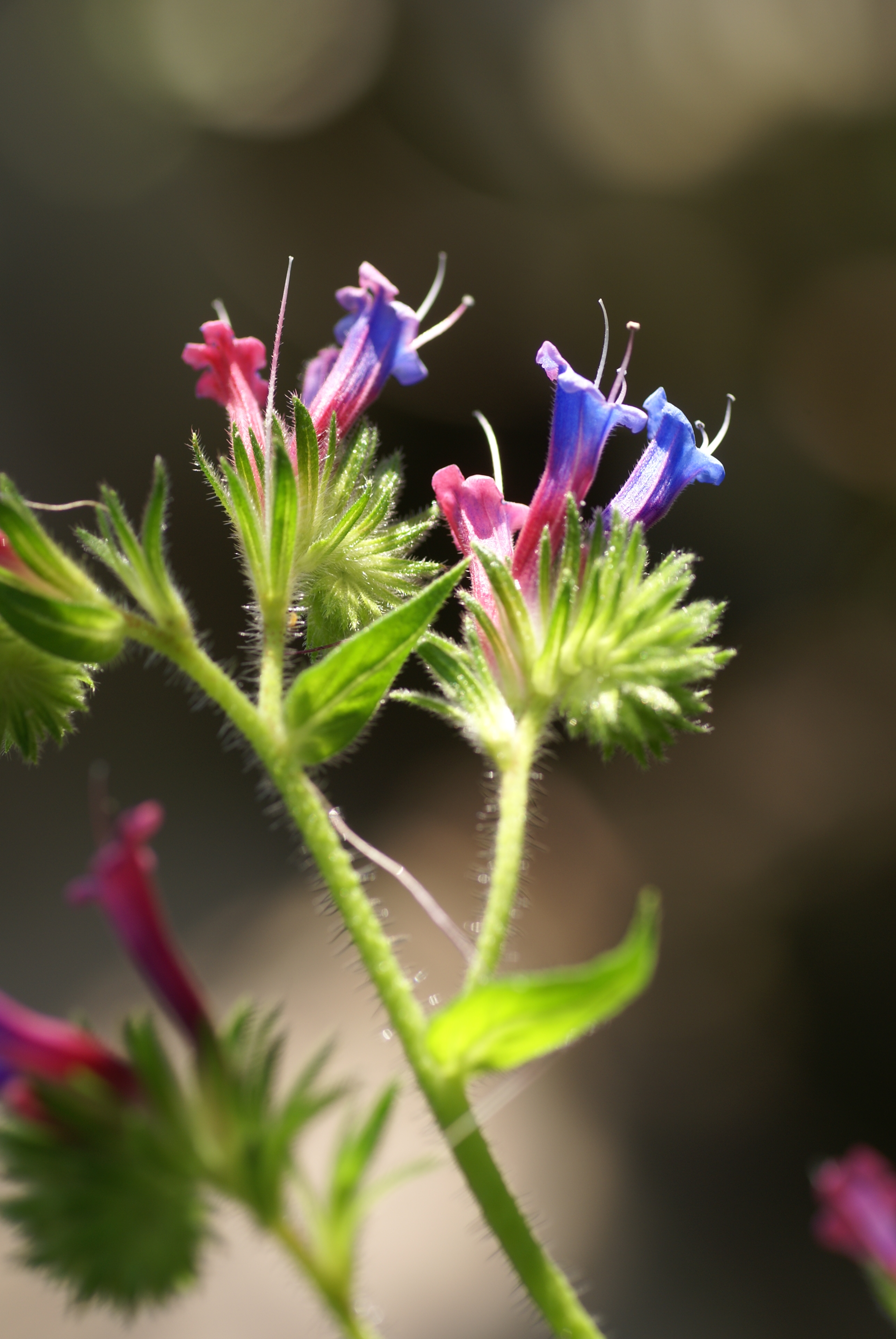
Vijany hadince Echium stenosiphon